# Hans le Malin
Vous lisez un « bon article » labellisé en 2015.
Hans le Malin (en allemand : Kluger Hans) est un cheval, élevé en Allemagne au début du XXe siècle. Considéré comme ayant une « intelligence supérieure », il devient célèbre dans toute l'Europe et met la communauté scientifique de l'époque en émoi. Ce cheval semble, en effet, pouvoir répondre à toutes sortes de questions : « En tapant du sabot, Hans était capable d'additionner, de soustraire, de multiplier et de diviser. Hans pouvait épeler, lire, et résoudre des problèmes d’harmonie musicale ». Son premier propriétaire, Wilhelm von Osten, l'éduque au calcul et à la lecture en toute bonne foi. Face à la controverse suscitée par la réalité de l'intelligence de Hans, plusieurs scientifiques étudient son cas.
Oskar Pfungst, un psychologue allemand qui a enquêté sur le cas de Hans, finit par découvrir ce qui deviendra en psychologie le « phénomène Hans le Malin », l'« effet Hans le Malin » ou encore l'« effet Clever Hans » (en anglais : Clever Hans phenomenon ou Clever Hans effect). Hans ne possède pas de capacité particulière en calcul ou en lecture. Il interprète des signaux corporels émis inconsciemment par son maître ou par les personnes qui l'interrogent. Le cas de « Hans le Malin » suscite toujours un intérêt particulier, notamment parmi les psychologues.

## Description
Le nom original de Hans le Malin est allemand, Kluger Hans. Il est plus connu sous la forme anglaise de son nom, Clever Hans, qui pourrait se traduire en français par « Hans le Perspicace ». Ce cheval est cependant essentiellement connu sous le nom de « Hans le Malin » en langue française.
Si plusieurs sources s'accordent pour dire que Hans est un étalon, les données relatives à sa race et à son origine diffèrent. Il est décrit comme un Trotteur d'Orlov né en 1895 dans un article scientifique de 2013, mais d'autres sources indiquent qu'il s'agissait d'un Pur-sang arabe,. Il est parfois qualifié de cheval polonais, ou plus fréquemment d'« étalon Pur-sang arabe russe »,. Il a une robe noire, avec une marque en tête et des balzanes blanches aux membres postérieurs.
Concernant ses aspects psychologiques, différents récits d'époque indiquent que Hans est d'un caractère difficile et « déteste se tromper ». Lors des séances de test sur son intelligence menées par Oskar Pfungst, il va jusqu'à mordre et frapper le psychologue lorsqu'il n'est pas en mesure de donner la bonne réponse,. Il est probable que le désintérêt soudain éprouvé à l'égard du cheval par son premier propriétaire Wilhelm von Osten, une fois la théorie de sa supposée intelligence supérieure abandonnée, soit à l'origine du comportement difficile de l'étalon.

## Éducation et présentation de Hans au public

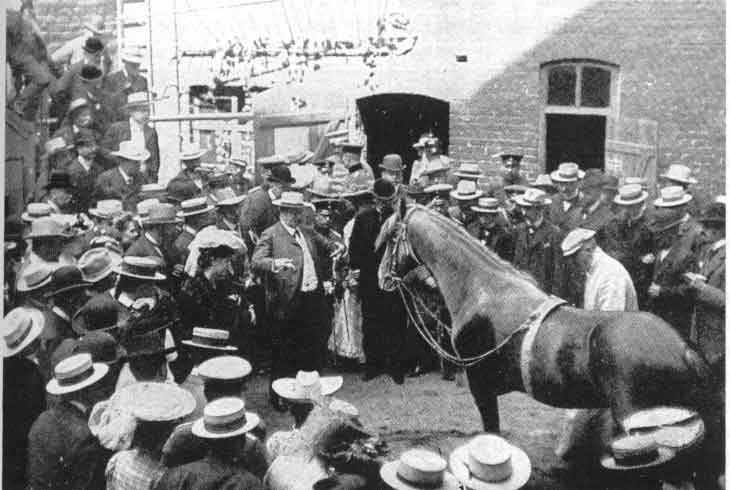
Hans le Malin en représentation.

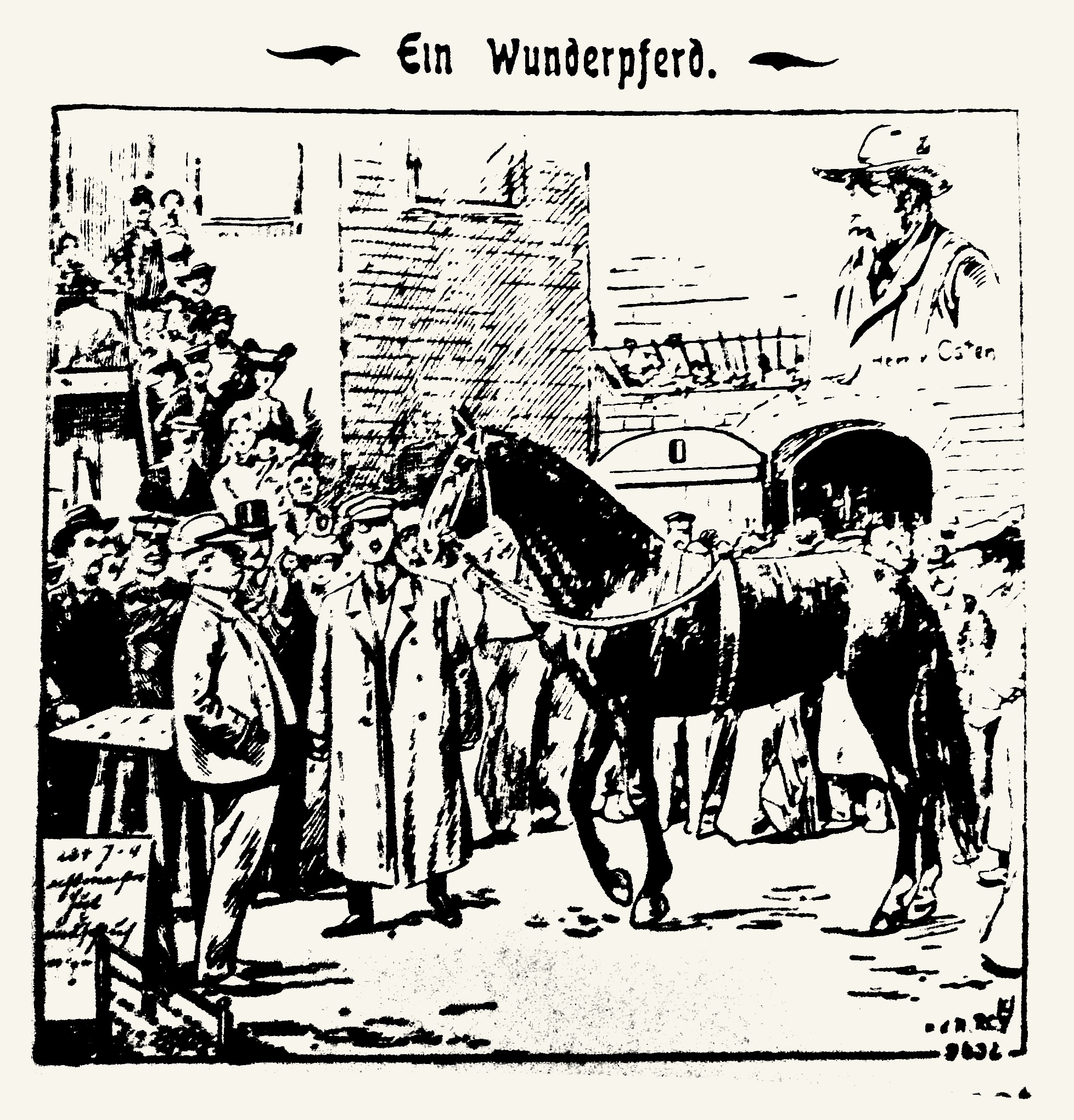
Coupure de presse consacrée à Hans le Malin dans le Berliner Morgenpost.

À la fin du XIXe siècle et au début du XXe siècle, Wilhelm von Osten, un ancien professeur de mathématiques dans un gymnasium de Berlin, décide de faire l'éducation de trois animaux : un chat, un ours et son cheval nommé « Hans ». Il croit en effet que les animaux gagneraient à être éduqués comme les êtres humains. Rapidement, il abandonne l'expérience pour le chat et l'ours. Von Osten, gentleman aux « goûts plutôt excentriques mais ne courant pas après la notoriété », est persuadé que son cheval est doté d'une intelligence conceptuelle. Il entreprend donc d'éduquer Hans selon les méthodes traditionnelles d'apprentissage du calcul et de la lecture. Après quatre années d'apprentissage, Hans, bientôt surnommé « le Malin », semble « réellement doué d'une intelligence supérieure » : il donne l'impression de savoir compter, calculer, reconnaître les couleurs et répondre par « oui » ou par « non » à des questions, grâce à ses mouvements de tête ou en tapant du sabot sur le sol. Il paraît même capable de lire, d'épeler et d'identifier des notes de musique lorsque les questions sont préalablement converties en nombres. Von Osten commence peut-être à présenter son cheval au public à la fin des années 1890, mais la première apparition publique répertoriée a lieu en 1900 ou en 1904, selon différentes sources. Le succès est rapide : une foule de visiteurs se rassemble chaque jour dans la cour intérieure de l'immeuble de la rue Griebenow à Berlin où vit W. von Osten, pour assister aux séances de travail de Hans. Le cheval défraie la chronique jusque dans les milieux scientifiques et suscite de nombreuses polémiques. Sa réputation s'étend bientôt de l'Allemagne à toute l'Europe, puis aux États-Unis. Hans le Malin est le premier cheval chez lequel l'opinion populaire envisage une intelligence réelle. Il est aussi le premier et le plus fameux des animaux « pensants ».

### Apprentissage de Hans

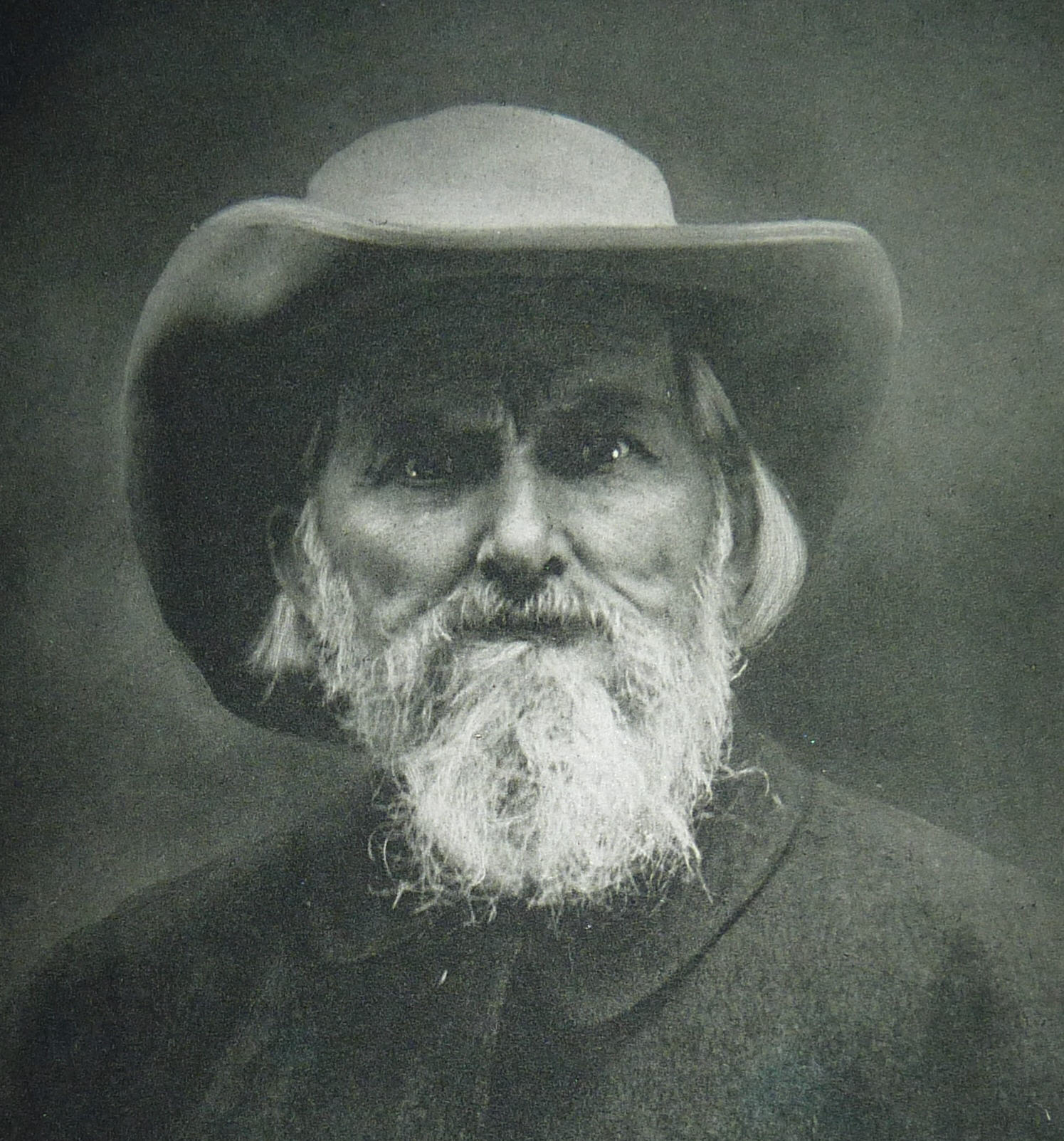
Wilhelm von Osten, le premier propriétaire de Hans.

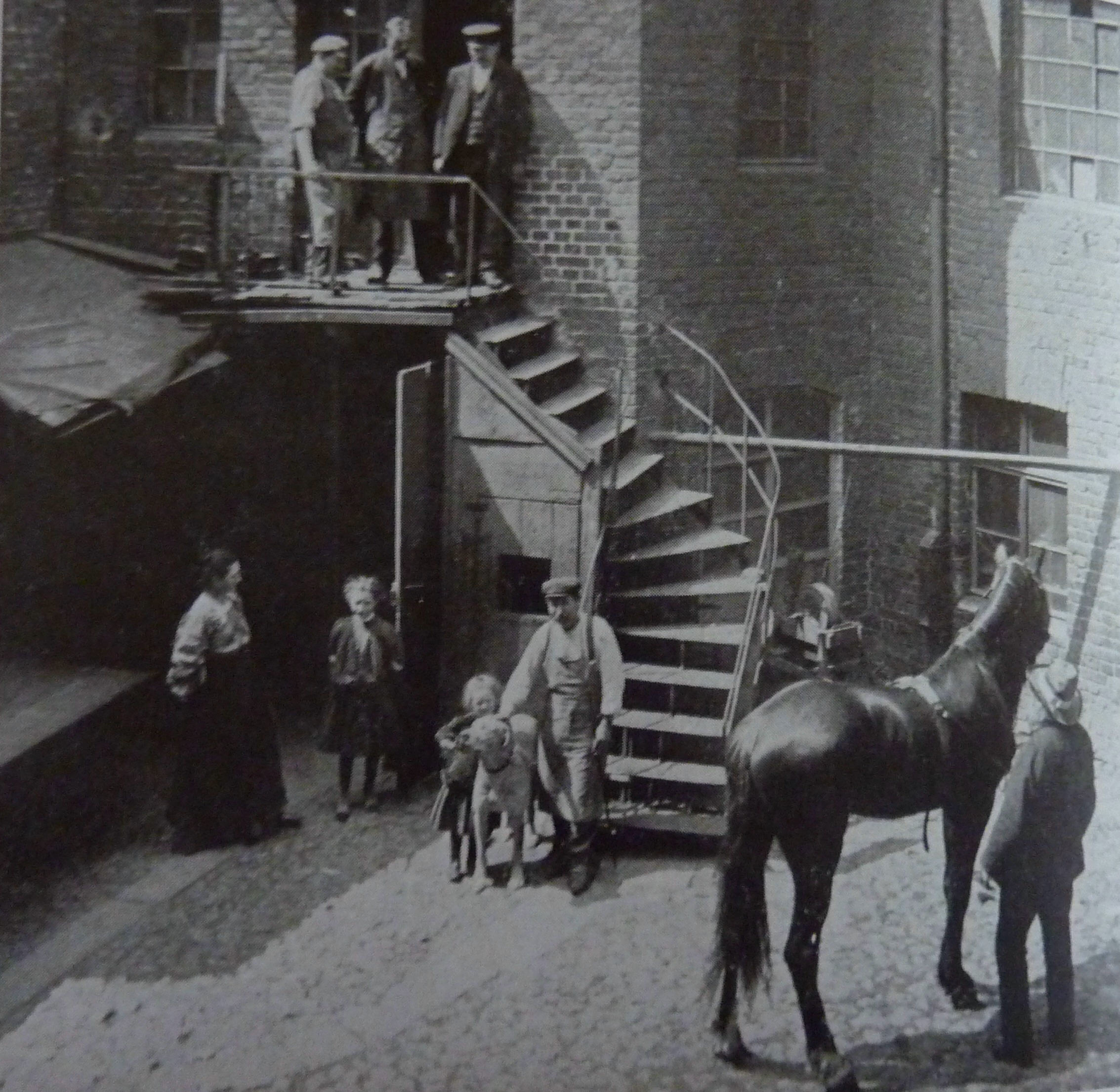
Hans dans la cour avec Wilhelm von Osten et des voisins.

W. von Osten a donc éduqué Hans durant quatre ans. Au terme de ces quatre années, il semble avoir réussi, en utilisant les méthodes éducatives traditionnelles de l'apprentissage du calcul et de la lecture, à faire de son cheval un expert dans ces matières. Selon ce qu'il souhaite enseigner à Hans, W. von Osten va procéder de différentes façons :
• Pour travailler l'arithmétique, il utilise principalement un ensemble de grandes quilles en bois et un ensemble de plus petites, une sorte de boulier compteur, un tableau sur lequel sont collés des nombres de 1 à 100, et enfin de grands chiffres en laiton suspendus à une corde.
• Pour le travail de la lecture, W. von Osten utilise un grand tableau noir où il inscrit des lettres et les retranscrit en chiffres suivant la place qu'elles occupent dans l'alphabet.
• Pour les tonalités, il utilise un petit orgue d'enfant avec une échelle diatonique naturelle allant du do grave au do aigu.
• Enfin, pour l'apprentissage des couleurs, ce sont des chiffons colorés qui sont utilisés.
Par ailleurs, W. von Osten lui apprend également quatre actions de base : le grattage du sol avec le sabot ; le hochement de tête horizontal (pour dire « non ») ou vertical (pour dire « oui ») ; et enfin, le ramassage de morceaux de tissus au sol.
Du reste, il remarque bien vite que son élève semble faire preuve d'une intelligence surprenante, ce qui le convainc que les chevaux ne présentent ordinairement pas de signes d'intelligence parce que leurs propriétaires ne prennent pas le temps de les éduquer. Il porte donc une grande attention à Hans, comme s'il s'agissait d'un étudiant humain. W. von Osten applique, en outre, la méthode du renforcement positif pour éduquer Hans : « Jamais un coup de fouet, seulement des récompenses ». Il ne se fâche pas et conduit l'éducation de Hans en le félicitant grâce à des friandises. Enfin, remarquant que celui-ci s'arrête de gratter du pied lorsqu'il se relève brusquement, il évite tout mouvement brusque lors de ses séances de travail avec Hans. Peu à peu, il cesse le recours aux friandises lorsque Hans donne une bonne réponse.

### Début de la controverse
La polémique autour de Hans aurait véritablement commencé avec la parution d'un article dans le journal Weltspiegel, le 7 juillet 1904. Le général major Zobel rédige un article intitulé : « Das lesende und rechnende Pferd » (« Le cheval lisant et calculant ») dans lequel il raconte les exploits de Hans et de son maître. Par la suite, d'autres journaux font de même et contribuent à asseoir la réputation du cheval. Les foules se pressent chez W. von Osten, chacun souhaite assister aux prouesses de Hans. Des scientifiques viennent à Berlin depuis toute l'Europe (le cheval et son maître effectuent des démonstrations très suivies dans cette ville) pour le voir. « Hans le Malin » est au cœur des débats de l'époque. Une multitude de théories sont avancées concernant ses incroyables compétences : certains sont convaincus des capacités du cheval, d'autres sont persuadés qu'il y a fraude, d'autres encore évoquent des explications farfelues ou parapsychologiques comme l'impact des rayons N découverts par le physicien René Blondlot une année auparavant, ou l'influence magnétique de l'humain sur l'animal. Rudolf Steiner envisage même que les pensées de l'humain puissent passer de manière télépathique au cheval. Von Osten soutient publiquement que son cheval dispose des mêmes facultés intellectuelles qu'un enfant de 14 ans.
La controverse est telle que le Conseil de l'Éducation de Berlin décide, à la demande de W. von Osten lui-même, de créer une commission. Le 11 septembre 1904, la « commission Hans » se réunit pour la première fois dans la cour intérieure du numéro 10 de la rue Griebenow dans le nord de Berlin,.

## Découvertes psychologiques
Dès lors, Hans devient un sujet d'étude scientifique, pour permettre d'identifier l'origine de ses capacités. C'est la première fois dans l'Histoire que des méthodes expérimentales sophistiquées sont employées pour tester un animal.

### Première commission
La « commission Hans » est composée de treize personnalités venues d'horizons très différents. On y retrouve notamment le directeur de l'Institut de psychologie de Berlin, Carl Stumpf, le zoologiste Oskar Heinroth, un vétérinaire, plusieurs officiers de cavalerie, et un certain Paul Busch qui est directeur de cirque. Chacun d'eux a pour tâche d'évaluer les compétences de Hans. L'examen dure deux jours, les 11 et 12 septembre, au cours desquels Hans est observé et soumis à une série d'épreuves d'arithmétique et de lecture. Au terme de ces deux jours, la commission est obligée d'admettre qu'il n'y a pas fraude : le cheval répond aussi en l'absence de son maître, il accepte de répondre à des membres de la commission et le fait le plus souvent sans se tromper. Cependant, les membres de la commission restent prudents et concluent dans leur rapport du 12 septembre 1904 que les performances de Hans ne peuvent pas être attribuées à une simple fraude, qu'il n'y a « jusqu'à présent » aucun « truc » de dressage connu mais que le cas de « Hans le Malin » mérite qu'on s'y intéresse davantage,.

### Intervention d'Oskar Pfungst
Malgré l'appel à la prudence des membres de la commission et en particulier de Carl Stumpf, la parution du premier rapport, loin de calmer les choses, ne fait que raviver la polémique : les uns accusent la commission d'avoir été trop naïve et incompétente ; les autres voient en Hans la preuve d'une intelligence supérieure chez l'animal, un argument en faveur de l'efficacité des méthodes éducatives traditionnelles ou encore le signe de l'existence de phénomènes parapsychologiques. Le 9 décembre 1904, un nouveau rapport est publié. Il met fin à la controverse. Quelques jours après la parution du premier rapport, Carl Stumpf charge l'un de ses collaborateurs à l'Institut de Psychologie, Oskar Pfungst, de mener un complément d'enquête concernant l'« affaire Hans ».
Oskar Pfungst et Carl Stumpf, à l'aide d'une méthodologie expérimentale rigoureuse, tentent de découvrir le secret des talents de Hans. Pour cela, ils soumettent le cheval à une série de tests : 

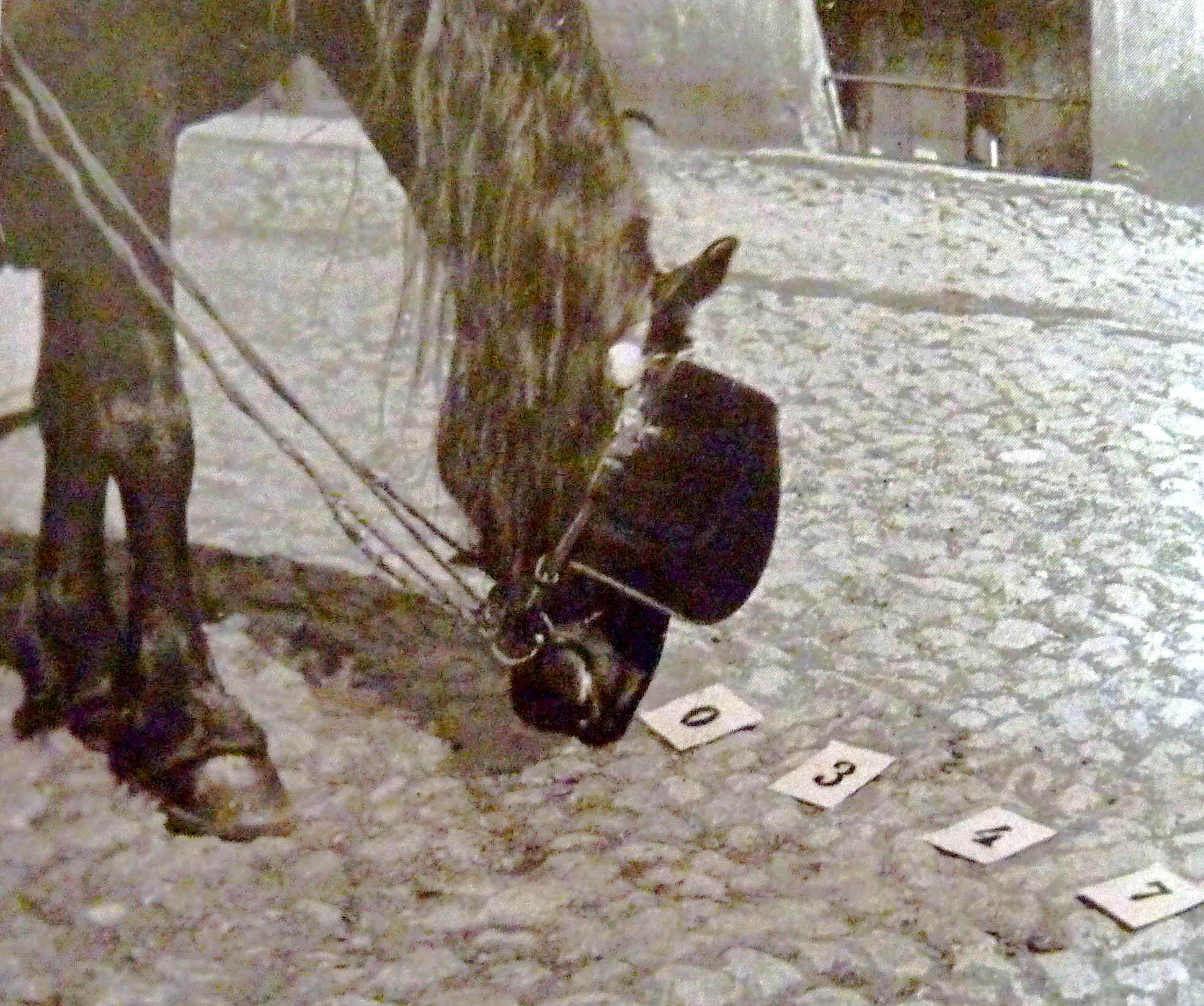
En raison des doutes sur ses compétences, Hans est notamment testé avec des œillères.

1. isoler Hans ainsi que celui qui l'interroge de tout autre spectateur ;
2. utiliser d'autres personnes que W. von Osten pour interroger Hans ;
3. faire en sorte que Hans ne voie pas celui qui le questionne ;
4. et enfin, faire en sorte que ni le cheval, ni l'interrogateur ne connaissent la réponse à la question posée.

La dernière technique donne naissance à la méthode dite « sans connaissance », aujourd'hui appelée « méthode en aveugle » voire en « double ou triple aveugle ». Le principe étant que ni celui qui répond, ni celui qui questionne ne connaissent la réponse. Il s'agit d'une parade utilisée en expérimentation qui vise à contrôler l'« effet expérimentateur » développé plus tard par le psychologue Robert Rosenthal. Et c'est précisément à cette épreuve que Hans échoue,.
En effet, Oskar Pfungst constate que Hans répond à d'autres personnes que son maître et qu'il le fait généralement sans se tromper mais il remarque également que dans certaines situations, le cheval n'est plus du tout intelligent, : 
1. quand il ne voit pas son interrogateur ;
2. quand la distance avec ce dernier augmente ;
3. et enfin, quand le questionneur ne connaît pas lui-même la réponse à la question.

Pfungst en déduit que le questionneur doit, d'une façon ou d'une autre, dans son comportement, signaler à Hans quand il doit commencer ou quand il doit arrêter de taper du sabot. Il publie les conclusions de ses recherches dans un ouvrage paru en 1907, Clever Hans, The Horse of Mr. von Osten.

### Fin de la controverse
Une observation approfondie permet rapidement de conclure que si l'interrogateur incline la tête, Hans commence à frapper du sabot ; s'il redresse la tête, Hans s'arrête ; et plus la tête du questionneur est penchée, plus Hans frappe vite. Oskar Pfungst constate également que le cheval utilise d'autres informations telles que la dilatation des pupilles ou des narines de celui qui l'interroge, et des indices auditifs,. Ainsi, « il s'est avéré que Hans le Malin était intelligent, pas en mathématiques mais dans l'apprentissage du langage du corps des gens et dans l'utilisation de ces signaux très subtils pour obtenir des récompenses ». Cependant, la manière exacte dont il s'y prend pour décrypter ces signaux reste un mystère.
Un autre aspect important de la découverte d'Oskar Pfungst est que les questionneurs sont inconscients des indices subtils qu'ils transmettent. W. von Osten est donc bien convaincu de l'intelligence de son cheval et c'est en toute bonne foi qu'il la défend. Avec la publication des travaux de Pfungst, la question des capacités de Hans est désormais considérée comme étant résolue dans le milieu scientifique. Lorsqu'il devient pour lui évident que son cheval ne dispose pas d'une intelligence conceptuelle, W. von Osten, qu'on dit parfois irascible et lunatique, semble en vouloir à Pfungst et également à Hans, considérant que ce dernier l'a trompé. C'est probablement pour cette raison qu'il vend son cheval à Karl Krall, bijoutier d'Elberfeld. W. von Osten meurt peu de temps après,.

### Une seconde gloire de courte durée

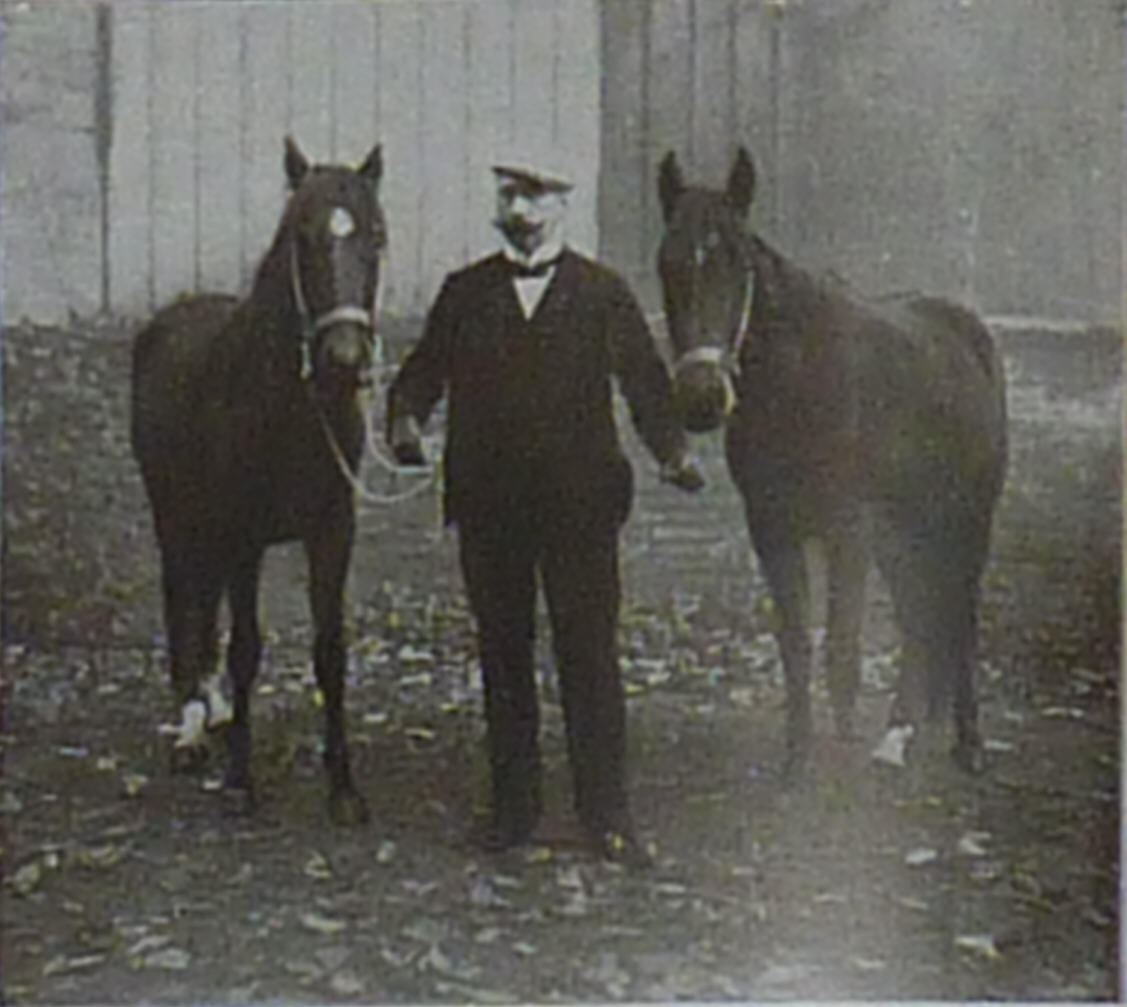
Karl Krall et ses deux autres chevaux, Muhamed et Zarif, en 1908.

Karl Krall, malgré les découvertes de Pfungst, reste convaincu de l'intelligence de Hans et estime que l'analyse de ce dernier est injuste envers le cheval. Il reprend l'éducation de Hans en tenant compte du fait que les grands nombres peuvent le lasser, en raison du nombre de coups de sabot nécessaires. Il apprend au cheval à frapper d'un pied particulier pour différencier les dizaines des unités, mais Hans n'est plus aussi coopératif qu'auparavant. Il va jusqu'à entraîner Hans afin que celui-ci puisse répondre dans l'obscurité et obtient des résultats similaires à ceux obtenus en pleine lumière. Il le présente à nouveau à la foule afin de montrer ses progrès et le cheval renoue avec la gloire. Krall, estimant que Hans est peut-être trop vieux et lassé de ses exhibitions, achète deux autres chevaux, Muhamed et Zarif ; l'un spécialisé en arithmétique, l'autre en lecture. Ils deviennent bientôt « les trois fameux chevaux d'Elberfeld »,,.
Bien que le « phénomène Hans le Malin » soit passé à la postérité en psychologie, Hans, pour sa part, n'a pas vécu une fin très heureuse. Les détails de sa mort restent imprécis, mais il semble que Hans ait été mobilisé pour la Première Guerre mondiale en 1914, et soit devenu un cheval militaire. En 1916, il est tué pendant une action militaire, et peut-être consommé par des soldats affamés.

## Contexte

### D'autres animaux «intelligents» à cette époque
À l'époque de Hans, d'autres animaux « intelligents » sont présentés au public dans le cadre de démonstrations et de spectacles (la présentation de tels animaux au public est même un fait connu depuis des siècles). C'est le cas notamment de « Rosa », la jument du music-hall de Berlin, qui réalise des performances similaires à celles de Hans. Il y a aussi un chien particulièrement intelligent à Utrecht, un cochon qui lit à Londres, ou encore Lady Wonder, la jument qui peut converser mais aussi prévoir l'avenir et donner des conseils financiers. Bien que ces cas ressemblent fort à celui de Hans, il ne s'agit pas du tout du même phénomène,,.
Tout d'abord, Hans ne constitue pas une source de revenus pour W. von Osten, contrairement aux autres animaux dont les maîtres tirent profit. Ensuite, chez ces animaux, on distingue clairement des « trucs » de dressage, ce qui n'est pas le cas de Hans. Non seulement, lorsque W. von Osten envoie des signaux subtils à son cheval, il le fait inconsciemment ; mais en plus, avant l'arrivée de Pfungst, aucun observateur averti n'a été capable de détecter ces signaux. Les autres animaux intelligents sont en fait « des acteurs bien dressés et à qui naturellement les entraîneurs donnaient délibérément des indications ».

### Le débat sur la conscience animale ravivé
Le cas de Hans le Malin suscite de nombreuses polémiques à son époque. L’une des raisons principales est que Hans se trouve au cœur d’un débat concernant la conscience animale. Avec son entrée sur la scène scientifique et en particulier en psychologie, il a relancé une très vieille question : « Les animaux possèdent-ils une conscience, et est-elle comme la conscience humaine ? ». Hans, avec ses compétences incroyables, pouvait potentiellement fournir une réponse à cette question. L’intervention de Pfungst n’a pas permis de trouver une réponse à cette question, qui reste ouverte.

## Impact culturel et héritage

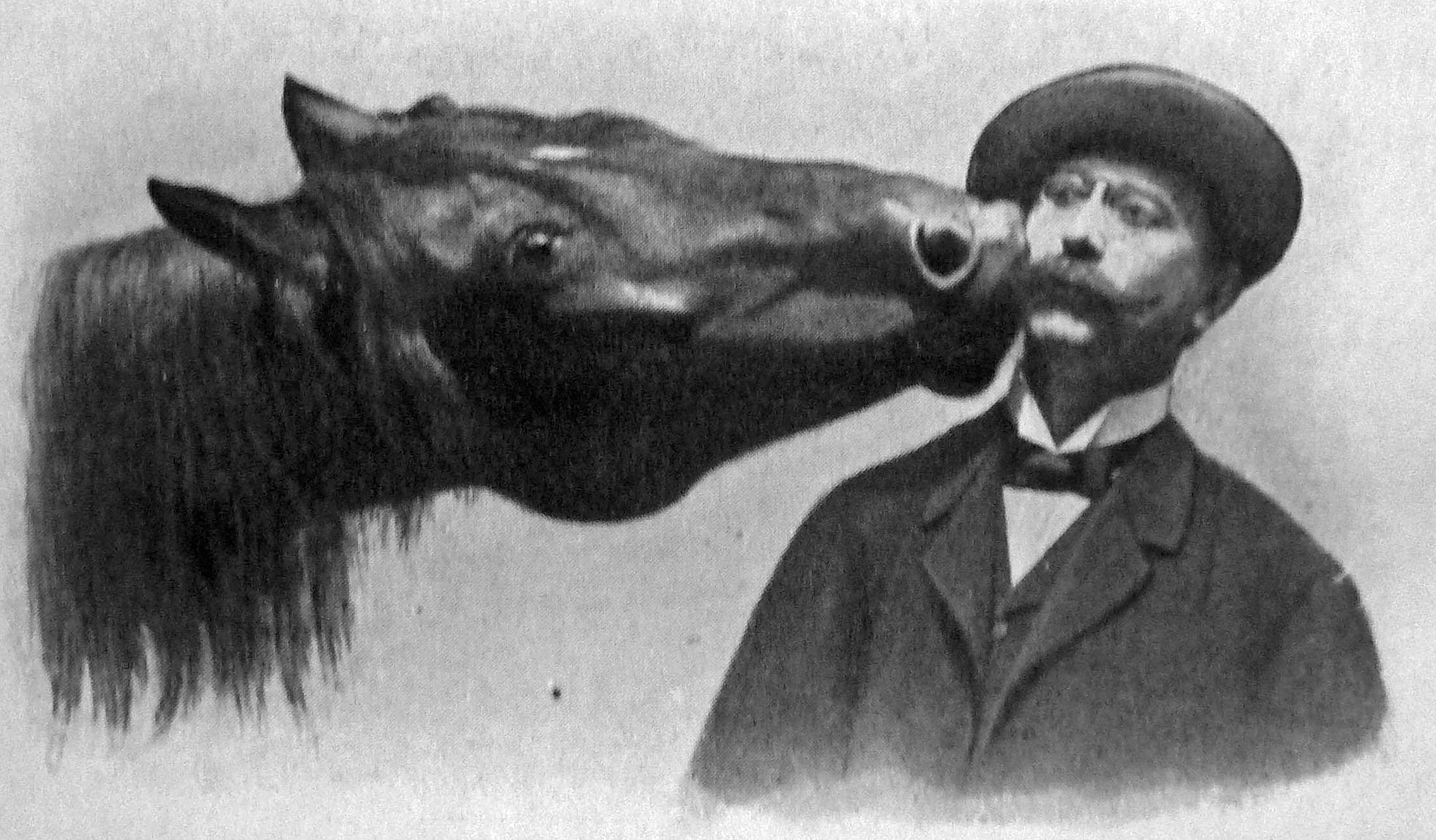
Les études plus récentes envisagent un lien empathique entre Hans et son maître (ici, Karl Krall).

Hans le Malin laisse un héritage important, tout particulièrement en ce qui concerne l'histoire de la psychologie. En 1981, l'académie des sciences de New York consacre une conférence entière à ce cheval. Le chercheur suisse Heini K. P. Hediger estime que « si Hans le Malin était encore en vie, il se sentirait sans doute très honoré ». Un très grand nombre de gens, y compris des scientifiques reconnus du début du XXe siècle, ont cru (et continuent à croire) que Hans était capable de penser et d'exprimer des idées comme les humains. De nos jours encore, certaines publications para-scientifiques envisagent une possibilité de communication télépathique entre l'humain et le cheval.
Les découvertes scientifiques au sujet de Hans ont évolué au cours du temps, pour finir par s'orienter (2014) sur la théorie d'une « sensibilité extrême ». Les recherches ont suggéré que les chevaux sont capables de compter jusqu'à 4, et possèdent une grande sensibilité aux signaux corporels, qu'ils décryptent dans la nature pour communiquer avec d'autres chevaux. Le scientifique italien Paolo Baragli réalise une étude qui tend à démontrer l'existence d'un lien empathique et émotionnel entre l'humain et le cheval. Il en conclut que ce lien explique en partie pourquoi Hans a réalisé ses performances sans obtenir ni espérer de friandise en récompense, estimant que le cheval est sensible à l'angoisse de son maître, et exprime d'autant plus d'émotions que ce dernier est lui-même nerveux.

### L'effet Hans le Malin
En psychologie, l'histoire de Hans a permis de découvrir le phénomène appelé depuis l'« effet Hans le Malin ». L'histoire de Hans nous « démontre fort bien comment une partie de notre comportement peut échapper entièrement à l'introspection et même à l'observation. » En effet, Pfungst a découvert que W. von Osten et les autres interrogateurs produisaient involontairement et inconsciemment des mouvements corporels qui étaient perçus par le cheval, et qui l'influençaient dans son propre comportement. Mais l'effet Hans le Malin peut tout aussi bien se produire entre des humains : Pfungst a lui-même pris le rôle de Hans (en tapant du poing sur la table) et a obtenu des résultats similaires. Ainsi, ce phénomène désigne le fait que nos attentes peuvent constamment influencer le comportement d'autrui (et inversement) par le biais de signaux subtils et inconscients que nous sommes susceptibles de transmettre à l'autre (ou de recevoir de la part de l'autre).
Outre son intérêt psychologique évident, ce phénomène a eu une influence considérable sur la psychologie et en particulier sur la psychologie expérimentale. En effet, appliqué à la psychologie expérimentale, l'effet Hans le Malin met en évidence la façon dont les attentes de l'expérimentateur peuvent influencer involontairement la performance des sujets. Ce type de biais est d'ailleurs développé plus tard par Robert Rosenthal sous le nom d'effet expérimentateur.
Ainsi, la psychologie expérimentale (tant celle appliquée aux animaux que celle appliquée aux humains) tente par la suite de maîtriser au maximum cet effet de l'expérimentateur. Plusieurs techniques permettant de contrôler ce biais sont dès lors mises en place. C'est, par exemple, le cas de la  méthode en double aveugle et des tests par ordinateur. Néanmoins, cela n'a pas eu que des conséquences positives car l'utilisation d'une méthodologie trop stricte peut avoir des effets néfastes sur la recherche, (par exemple, éviter le contact avec l'animal pour ne pas l'influencer alors que c'est précisément dans ce contact qu'il y a des choses intéressantes à observer).